# 坎普尔
坎普爾（/ˈkɑːnpʊər/ pronunciationⓘ），舊稱孔坡（Cawnpore）。是印度北方邦的城市。該市以皮革和紡織工業而聞名。它是印度人口第十二多的城市兼人口第十一多的大城市群。坎普爾是重要的英國駐軍城市，直到1947年印度獨立為止。
坎普爾位於恒河西岸，是北印度的主要貿易和商業中心。亞歷山大·麥克羅伯特於1876年在這裡建立了英屬印度公司。該城市被廣泛認為是“世界皮革之都”，被稱為“東方曼徹斯特”。
坎普爾是印度的公路和鐵路運輸中心，也是主要的商業和工業中心。人口4,581,000（2011年）。

## 1857起義

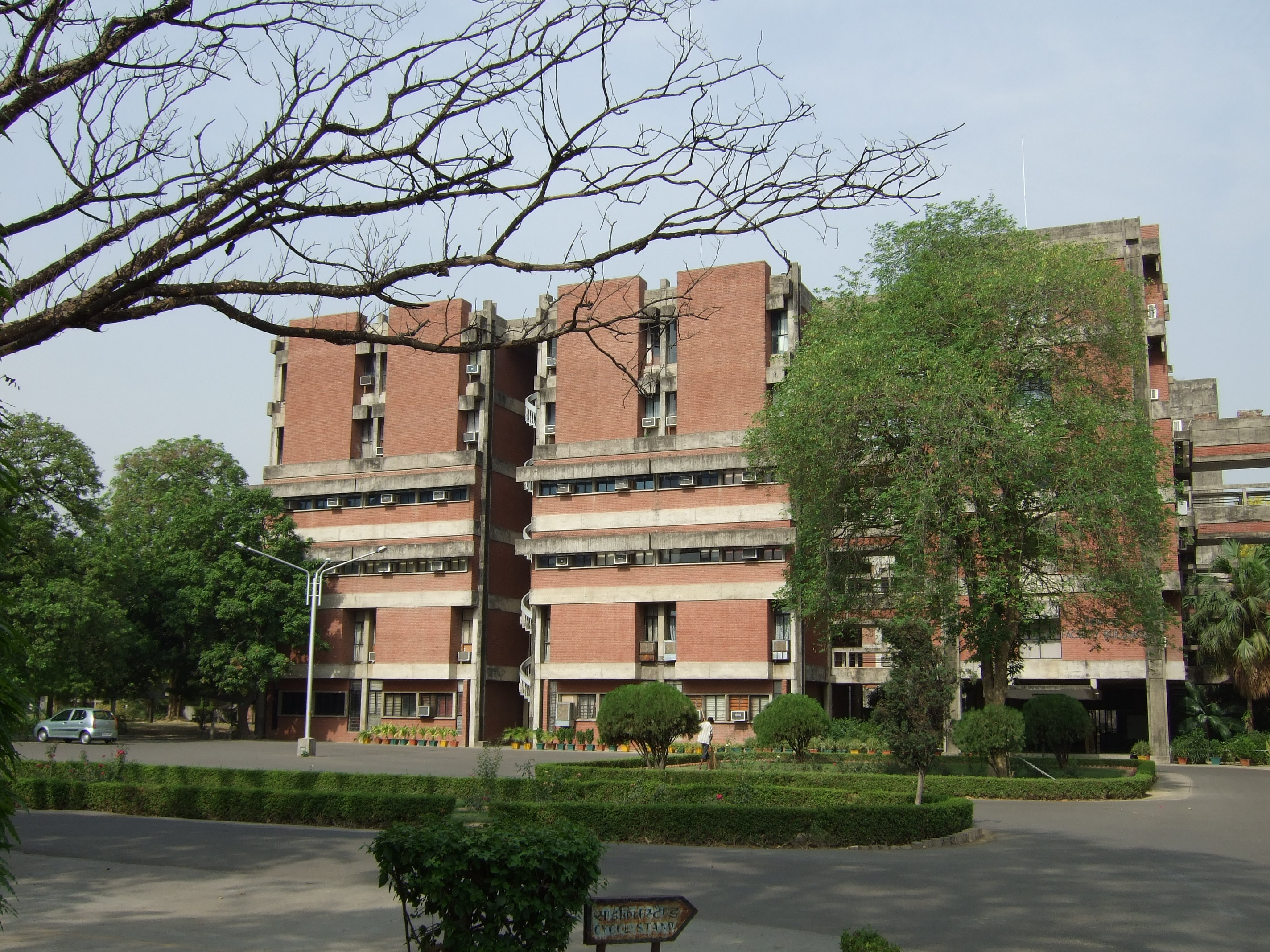

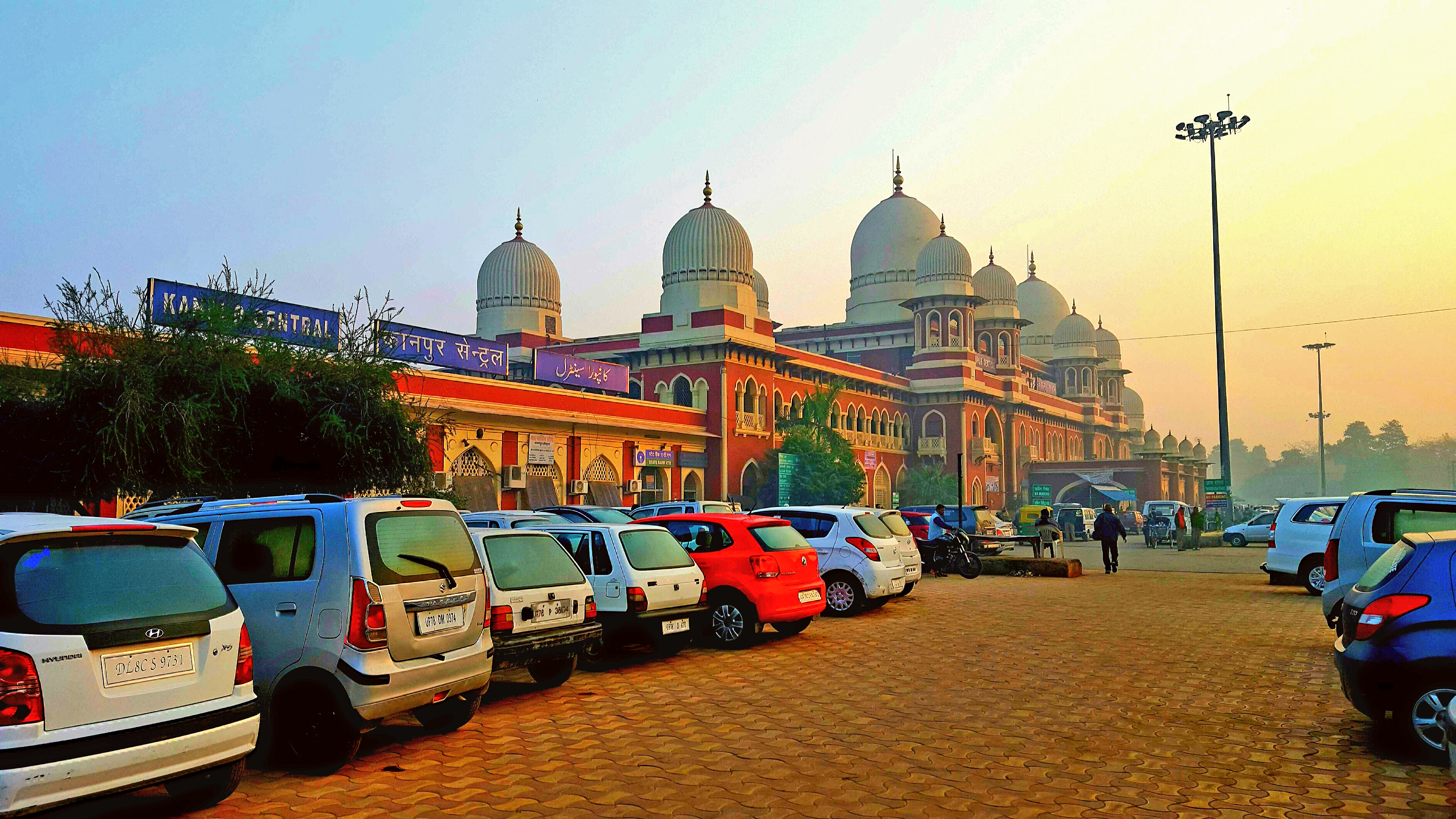

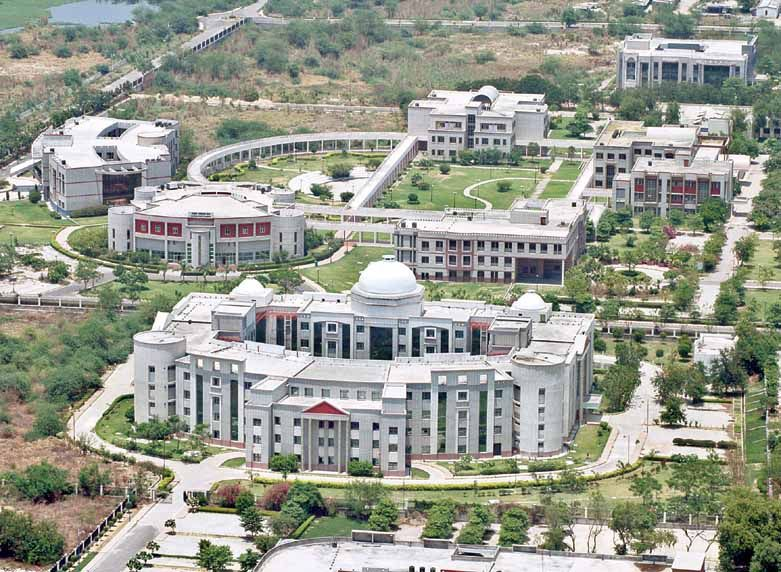

1801年英國占領該市。
1857年，坎普爾成為印度起義的中心。

## 文化教育
坎普爾擁的高等學院包括哈考特巴特勒技術學院、農業大學、印度技術學院、G.S.V.M醫藥大學、國家食糖學院和國家紡織學院。坎普爾是印度作曲家甚亞穆拉·古樸塔的故鄉，他創作了小調“Vijayee Vishwa Tiranga Pyara”。印地語的普及在很大程度上歸功於坎普爾，它孕育了許多作家如阿查亞·馬哈比爾·帕拉薩德·迪威迪，迦呢什·珊卡爾·彼得亞須等。

## 高等教育
哈考特·巴特勒理工學院
哈考特·巴特勒理工學院於1920年在坎普爾建立，從事技術培訓和工業研究。
印度理工學院坎普爾校區
五所IIT之一，1959年在坎普爾成立，提供工程、技術、科學及人文科學領域的教育。
謝加·香得菈·阿薩德農業技術大學